# اورشولین (شهرستان وووداوا)
اورشولین (به لهستانی:  Urszulin) یک روستا در لهستان است که در گمینا اورشولین واقع شده‌است. اورشولین ۸۰۰ نفر جمعیت دارد.